# Jesse Lauriston Livermore
Jesse Lauriston Livermore (26/7/1877 - 28/11/1940) - đồng thời được biết đến với cái tên Gã đầu cơ liều lĩnh trẻ tuổi hay con gấu vĩ đại của phố Wall - là một nhà giao dịch chứng khoán đầu thế kỉ 20. Ông nổi tiếng nhờ kiếm được cũng như thua lỗ hàng triệu đô la tiền tài và bán khống cổ phiếu vào thời điểm thị trường suy thoái các năm 1907 và 1929.

## Tiểu sử
Ông sinh ra ở Shrewsbur, Massachusetts trong một gia đình nhà nông nghèo. Năm 14 tuổi, ông bỏ nhà ra đi. Người vợ đầu của ông là Nettie Jordan, người vợ thứ hai là Dorothy Wendt, người vợ thứ ba là Harriett Metz Noble. Ông có hai người con là Jesse Jr. và Paul với người vợ thứ hai. Ông tự sát ngày 28/11/1940 bằng một phát súng vào đầu trong phòng vệ sinh ở khách sạn Sherry Netherland, Manhattan. Trước khi chết, ông đã viết một lời nhắn cho người vợ.

## Đầu cơ ở các công ty chứng khoán chui
Năm 14 tuổi, ông làm công việc trông coi bảng yết giá tại công ty môi giới chứng khoán Payne Webber ở Boston. Ông dùng một cuốn sổ nhỏ để ghi lại các thay đổi của cổ phiếu mỗi ngày. Năm 15 tuổi, một người bạn của ông đã rủ ông thử mua cổ phiếu của Burlington. Sau khi xem xét trong cuốn sổ nhỏ và theo nhận định của mình, ông đã dùng hết số tiền mình có để mua cổ phiếu này. 2 ngày sau, ông nhận được 3,12 đôla tiền lãi. Sau lần đầu cơ thành công này, ông bắt đầu có đủ tự tin để mở 1 tài khoản trong 1 công ty chứng khoán chui. Năm 20 tuổi, ông kiếm được nhiều tiền đến mức bị cấm giao dịch ở các CTCK chui trong vùng. 22 tuổi, ông quyết định đến New York để giao dịch ở Phố Wall.

## Phố Wall
Lúc đầu, ông bị thua lỗ rất nhiều do bảng điện tử niêm yết giá khá chậm còn ông thì đã quen với việc niêm yết giá ngay lập tức của các CTCK chui. Ông lại phải đến các CTCK chui để kiếm tiền. Sau khi bị phát hiện, ông lại trở về New York và bắt đầu kiếm được lãi trên thị trường. Ông cũng đã vài lần phá sản rồi lại kiếm được số tiền đã mất. Ông nổi tiếng với việc bán khống. Ông là một trong số vài người có thể kiếm được lời vào thời điểm khủng khoảng kinh tế 1929

## Các cuốn sách của ông
1923 - Reminiscences of a Stock Operator by Edwin Lefèvre (best-selling biography of Livermore) multiple reissues since, last in 17 tháng 1 năm 2006, by Roger Lowenstein
1985 - Jesse Livermore - Speculator King by Paul Sarnoff
2001 - Jesse Livermore: The World's Greatest Stock Trader by Richard Smitten
2001 - How To Trade In Stocks by Jesse Livermore (Originally published 1940)
2003 - Speculation as a Fine Art by Dickson G. Watts
2004 - Trade Like Jesse Livermore by Richard Smitten
2004 - Lessons from the Greatest Stock Traders of All Time, by John Boik
2006 - How Legendary Traders Made Millions, by John Boik
2007 - The Secret of Livermore:Analyzing the Market Key System., by Andras Nagy
2009 - Covel, Michael W. (2009). Trend Following (Cập nhật Edition): Learn to Make Millions in Up or Down Markets. FT Press